# Megafon
MegaFon是一家主要的俄罗斯通信运营商，提供蜂窝移动通信服务（ GSM 、 UMTS 、 LTE和LTE Advanced ），以及座机电话、宽带互联网接入、有线电视等多种通讯服务，目前在俄罗斯移动通信市场占有率排名第二。公司旗下拥有虚拟运营商Yota 、在线电影服务网站Start 等分支业务。其服务范围包括83个俄罗斯联邦主体、塔吉克斯坦、以及阿布哈兹和南奥塞梯地区。 截止2015年底，该公司的移动用户数为1.008亿人 。

## 历史

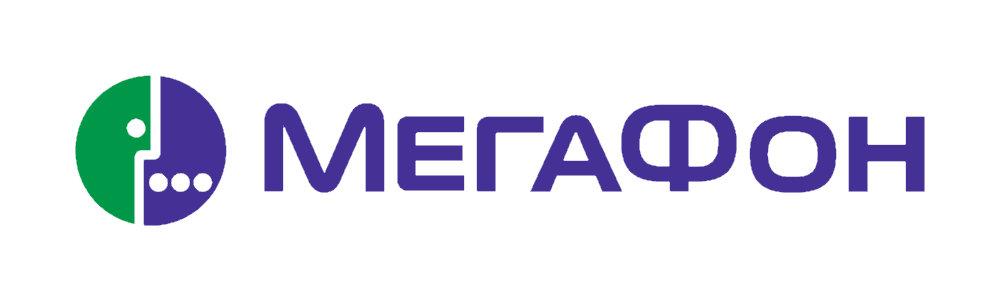
2002 年至 2007 年的 MegaFon 标志

1993 年 6 月 17 日 - CJSC North-West GSM在圣彼得堡注册成立。 Alexander Malyshev成为第一任总经理。最大的外国投资者是Sonera （芬兰）、 Telia International AB （瑞典）和Telenor Invest AS （挪威）。电信设备主要从诺基亚采购 。
- 2002 年 5 月 7 日 -CJSC North-West GSM 在品牌重塑过程中更名为 MegaFon OJSC 。
- 2007年10月2日，MegaFon在圣彼得堡和列宁格勒地区的部分地区投入使用第三代IMT-2000/UMTS （ 3G ）网络，成为俄罗斯的第一个商用3G网络。
- 2012 年 4 月 23 日，MegaFon 推出第四代移动通信网络 ( 4G ) [2]。
- 2012 年 4 月 24 日，MegaFon 的股东结构发生变化，Usmanov 的 AF Telecom 获得控股权（50% 加一股）  。
- 2014 年 2 月 25 日，MegaFon 在莫斯科花园环路内推出LTE-Advanced网络并投入商业运营。
- 2019 年 3 月 21 日，俄罗斯足协( RFS )与MegaFon 签订了新的合作协议。该协议有效期至2021年。根据协议，公司成为俄罗斯国家足球队的通信合作伙伴和俄罗斯足球的战略合作伙伴。

## 主要股东

英文标志

公司第一大股东为USM集团（持股70.32%）。其余29.68%的股份属于MegaFon本身的子公司——MegaFon Finance  。

## 业务
MegaFon 为个人和机构提供移动通信（ GSM 、UMTS和LTE ）和固网服务。
截至 2019 年，MegaFon 在俄罗斯拥有超过 23.85 万个基站，其中 9.81 万个为 4G 基站 

### 号码前缀
该公司使用以下电话号码前缀 ：
| 分类     | 地区 | 代码                             |
| -------- | --- | -------------------------------- |
| 西北     | 西北联邦管区所有地区 | 921、931、929-1******            |
| 首都     | 莫斯科 | 925, 926.929-5****** 929-6****** |
| 中央     | 中央联邦管区除莫斯科市及莫斯科州以外的所有地区 | 920,930,929-0****** 939-0******  |
| 西伯利亚 | 西伯利亚联邦管区除伊尔库茨克州外的所有地区 | 923、929-3、933                  |
| 乌拉尔   | 乌拉尔联邦管区所有地区 | 922、929-2、932                  |
| 高加索   | 南部联邦管区和北高加索联邦区的所有地区，克里米亚和塞瓦斯托波尔除外 | 928、929-8、938                  |
| 远东     | 远东联邦管区所有地区，以及伊尔库茨克州 | 924、929-4、934-4                |
| 伏尔加   | 包括以下各州：阿斯特拉罕、伏尔加格勒、奥伦堡、奔萨、萨马拉、萨拉托夫、乌里扬诺夫斯克及以下共和国：巴什科尔托斯坦、卡尔梅克、马里埃尔、莫尔多维亚、鞑靼斯坦和楚瓦什共和国。 | 927、929-7、937                  |

自 2013 年 12 月 1 日起，携号转网服务已在俄罗斯生效。

### 系统崩溃
2017 年 5 月 19 日，MegaFon宣布 （页面存档备份，存于）“出现大规模通讯故障”。俄罗斯一些城市的用户白天无法拨打语音电话。 MegaFon 承认这是公司历史上最大的事故，并表示此次事故是由惠普提供的网络交换子系统数据库中的软件错误引起   。
2017 年 6 月 13 日，莫斯科和其他一些城市的 MegaFon 用户再次抱怨 （页面存档备份，存于）无法拨打电话。 MegaFon 证实出现了语音通信故障。 

## 公司分支机构

### 首都分公司
莫斯科分公司在莫斯科市和莫斯科州提供通讯服务。截至 2009 年 11 月，总用户数超过 730 万。
Megafon的 GSM 网络几乎覆盖了莫斯科地铁的所有车站，在该指标中领先于其竞争对手 - Beeline和MTS 。在绝大多数车站，都可以使用 3G 网络 。

### 西伯利亚分公司
西伯利亚分公司简称 Megafon-Siberia ，在新西伯利亚、克麦罗沃、鄂木斯克和托木斯克地区、阿尔泰和克拉斯诺亚尔斯克地区、阿尔泰共和国、哈卡斯共和国和图瓦共和国境内开展业务。

### 西北分公司
西北分公司在圣彼得堡和列宁格勒州、阿尔汉格尔斯克州和涅涅茨自治区、沃洛格达州、加里宁格勒州、摩尔曼斯克州、诺夫哥罗德州、普斯科夫州和卡累利阿共和国运营。自2009年7月1日起，伊万诺沃、科斯特罗马、斯摩棱斯克、特维尔和雅罗斯拉夫尔地区被纳入西北分公司服务范围。
2012年9月12日，西北分公司在圣彼得堡率先宣布其蜂窝通信和移动互联网几乎完全覆盖了圣彼得堡地铁的隧道。

### 远东分公司
远东分公司在伊尔库茨克、阿穆尔、萨哈林和马加丹地区、犹太自治区、外贝加尔湖、哈巴罗夫斯克、滨海边疆区和堪察加地区、布里亚特共和国和萨哈共和国（雅库特） 、楚科奇自治区开展业务.

### 伏尔加分公司
伏尔加分公司于 2009 年成立，服务区域涵盖阿斯特拉罕、伏尔加格勒、奔萨、奥伦堡、萨马拉、萨拉托夫、乌里扬诺夫斯克各州、巴什科尔托斯坦共和国、卡尔梅克共和国、马里埃尔、莫尔多维亚、鞑靼斯坦、楚瓦什共和国。分公司总部设在萨马拉。

### 高加索分支
高加索分公司的覆盖范围包括罗斯托夫、沃罗涅日、利佩茨克、坦波夫和别尔哥罗德地区、克拉斯诺达尔和斯塔夫罗波尔各州，以及阿迪格共和国、卡拉恰伊-切尔克斯共和国、达吉斯坦共和国、卡巴尔达-巴尔卡尔共和国、北奥塞梯-阿拉尼亚共和国、车臣共和国、印古什共和国。
分公司总部位于克拉斯诺达尔。

### 中央联邦区分公司
中央分支在布良斯克，弗拉基米尔，卡卢加，库尔斯克，下诺夫哥罗德，奥廖尔，梁赞和图拉地区运营。 该分公司的总部位于下诺夫哥罗德。

### 乌拉尔分公司
乌拉尔分公司简称MegaFon-Ural，运营范围包括基洛夫,库尔干, 车里雅宾斯克,秋明,斯维尔德洛夫斯克 等州,彼尔姆边疆区， 汉特-曼西自治区,乌德穆尔特共和国,科米共和国 和 亚马尔-涅涅茨自治区。分公司总部位于叶卡捷琳堡。

### 塔吉克斯坦分公司
塔吉克斯坦分公司提供GSM-900/1800和UMTS-2100网络下的移动通信服务。总部设在杜尚别。

## 短信泄露
2011 年 7 月 18 日，通过Megafon网站发送给用户的大约 8,000 条短消息被Yandex搜索引擎收录，并在两个小时内公开可见 。在 Yandex 搜索框中输入 url：sendms.megafon.ru ，搜索结果中会显示带有收件人号码的短信。此事件在两个小时内得到解决。Megafon方面解释称，“由于技术故障，通过 MegaFon 网站发送的一定数量的客户短信进入了 Yandex 搜索数据库，但故障并未影响客户通过手机和其他移动设备发送短信”  。 Yandex方面则表示此次意外是由于Megafon网站缺少robots.txt文件，该文件用于阻止搜索机器人收录不应纳入的页面 。
事件发生后，俄罗斯联邦侦查委员会负责人亚历山大·巴斯特里金下令进行调查 。 2011 年 7 月，俄罗斯消费者联盟对Megafon提起诉讼，要求认定其在本案中侵犯了用户的隐私权和通信保密权；同年11月初，该诉讼请求被驳回  。